# Ponsan-Soubiran
Ponsan-Soubiran település Franciaországban, Gers megyében. Lakosainak száma 73 fő (2022. január 1.). Ponsan-Soubiran Guizerix, Larroque, Aujan-Mournède, Cuélas, Monlaur-Bernet és Saint-Ost községekkel határos.

## Népesség
A település népességének változása:
| Lakosok száma | 138  | 108  | 122  | 130  | 110  | 99   | 90   | 80   | 78   | 73   |
|               | 1968 | 1982 | 1990 | 2006 | 2013 | 2015 | 2017 | 2019 | 2020 | 2022 |